# دوة شهري (أختاتشي محالي)
دوة شهري (بالفارسية: دوه‌شهری) هي قرية تقع في إيران في أذربيجان الغربية. يقدر عدد سكانها بـ 74 نسمة بحسب إحصاء 2016.